# 龙江健康码

在小程序码上获得的logo

龙江健康码是中华人民共和国黑龙江省内使用的用于防控新冠肺炎疫情的应用程序。

## 开发
黑龙江省应对新型冠状病毒感染肺炎疫情工作领导小组指挥部办公室支持腾讯进行开发。腾讯调集的技术人员连续工作50余小时，仅用三天就将正常情况下1~2个月才能开发出来的小程序研发了出来。2020年2月21日19时，龙江健康码正式上线。

## 历史
2020年2月21日，龙江健康码正式上线。
2020年3月12日，龙江健康码亮码次数逾1.4亿人次。
2021年5月11日，银色和金色健康码上线。
2022年5月7日，实现“卡码融合”，即可以通过“龙江健康码”小程序查看通信大数据行程卡。

## 申领
可通过“龙江健康码”微信小程序在线申请，适用于黑龙江全省人员使用，包括外省进入人员。不会操作智能手机的老人儿童等人群可以由他人代为申领。申领填写的信息需要如实填写，否则会予以处罚并计入个人诚信记录，严重者将追究法律责任。龙江健康码可以实现“一次申报、动态管理、跨域互认、全省通用”。

## 使用
通过微信即可填报健康情况，随即生成健康码。不具备智能手机操作能力的人群亦可由他人代为填报。申领完成后即可在小区（村、屯）、政府机关、工厂企业、交通卡口、公共交通、商业场所等凭码通行。
健康码图形颜色定义如下：
| 颜色 | 含义                         |
| ---- | ---------------------------- |
| 绿色 | 省内通行                     |
| 黄色 | 实施居家隔离医学观察的人员   |
| 黄色 | 入境人员处于居家健康监测期间 |
| 红色 | 实施集中隔离医学观察的人员   |

健康码边框颜色定义如下：
| 颜色 | 含义                                     |
| ---- | ---------------------------------------- |
| 银色 | 注射过第一针新冠肺炎疫苗的人员           |
| 金色 | 新冠肺炎疫苗第一针、第二针均已注射的人员 |

## 争议
在过度防疫（一刀切）、社区强制改码侵犯公民权益等问题存在争议与不足。